# Caloplaca tetraspora
Caloplaca tetraspora är en lavart som först beskrevs av William Nylander och som fick sitt nu gällande namn av Henri Jacques François Olivier. 
Caloplaca tetraspora ingår i släktet orangelavar och familjen Teloschistaceae. Arten är reproducerande i Sverige. Inga underarter finns listade i Catalogue of Life.